# Spelbord
Spelbord är ett bord avsett för olika typer av spel, i första hand kortspel men ofta även anpassat för brädspel eller schack.
Spelbordet är vanligen rektangulärt med en dubbel ledad, ibland filtklädd skiva, som uppslaget bildar en kvadrat. Uppslaget vilar skivan ofta på ett femte utfällbart ben, en fällarm eller på bordet sarg. Under skivan döljs ibland ett brädspelsbräde, skivan kan även vara infälld med ett schackbräde. Särskilda spelbord intruducerades i England på 1600-talet.

Spelbord, 1700-tal.
Spelbord, 1700-talets mitt.